# Platysenta hypocritica
Platysenta hypocritica är en fjärilsart som beskrevs av Dyar 1907. Platysenta hypocritica ingår i släktet Platysenta och familjen nattflyn. Inga underarter finns listade i Catalogue of Life.